# هلموت براخت
هلموت براخت (انگلیسی: Helmut Bracht; ۱۱ سپتامبر ۱۹۲۹ – ۱۲ مهٔ ۲۰۱۱) بازیکن فوتبال اهل آلمان بود.
از باشگاه‌هایی که در آن بازی کرده‌است می‌توان به باشگاه فوتبال بروسیا دورتموند اشاره کرد.